# تینیکا
تینیکا (به لاتین: Tynica) یک منطقهٔ مسکونی در لهستان است که در Gmina Tczów واقع شده‌است.